# Jiří Tiller
Jiří Tiller (* 25. května 1947, Praha) je český fotograf.

## Životopis
Vystudoval scénografii na Střední uměleckoprůmyslové škole v Praze, poté se zapsal ke studiu umělecké fotografie na FAMU. Po okupaci Československa armádami Varšavské smlouvy v roce 1968 emigroval roku 1969 do Rakouska. Studoval ve Vídni na Vyšší grafické škole kterou absolvoval roku 1973. Po ukončení studií zde založil vlastní studio reklamní fotografie, současně se věnoval vlastní tvorbě. Roku 1989 byla ve Vídni otevřena jeho galerie moderního umění. Od roku 1994 tvoří a žije na Jindřichohradecku. Fotografuje barevně, zejména krajinné náměty pomocí velkoformátových fotoaparátů. Kromě Česka vystavoval mj. ve Francii a v Rakousku.

## Obrazové publikace
- Niedersächsisches, 1979
- Krajina soutoku, 1995
- Pravěk na soutoku, 1996
- Antonín Dvořák v českých zemích, 1997
- Euregio Silva Nortica, 2004, získala na Knižním veletrhu v Praze titul Fotopublikace roku[3]
- Sculpturae Naturae, 2006